# Olen suomalainen (singolo)
Olen suomalainen (in finlandese "Sono finlandese") è un singolo del cantante Kari Tapio, pubblicato nel 1983, tratto dall'omonimo album. È una cover della famosa canzone di Toto Cutugno, L'Italiano.

## Caratteristiche
Il testo originale è stato tradotto in finlandese con minimi adattamenti alle presunte caratteristiche tipiche del popolo finlandese.
Il brano è diventato talmente popolare da essere diventato un inno cantato durante il giorno dell'Indipendenza, il 6 dicembre.

## Tracce
1. Olen suomalainen – 3:54 (testo: Raul Reiman – musica: S. Cutugno, C. Minellono)

## Cover
Dal brano sono state create nuove versioni di Olen suomalainen:
- Nel 2013 Karim Z.Yskowicz fa una cover, assieme a Kari Tapio e Petri Nygård, intitolata Olen somelainen[3];
- Nel 2014 12 cittadini finlandesi di origine straniera fanno una cover del brano, diventando una hit su YouTube[4][5].